# Raiden DX
Raiden DX (雷電DX, en version originale japonaise) est un jeu vidéo de type shoot 'em up développé par Seibu Kaihatsu, sorti en 1994 sur borne d'arcade et PlayStation.